# Xã Lost Creek, Quận Wayne, Missouri
Xã Lost Creek (tiếng Anh: Lost Creek Township) là một xã thuộc quận Wayne, tiểu bang Missouri, Hoa Kỳ. Năm 2010, dân số của xã này là 2.288 người.